# Spiraea tomentosa
Spiraea tomentosa es una especie de arbusto perteneciente a la familia de las rosáceas. Es una planta similar a S. douglasii. Es nativa del este de Estados Unidos y Canadá.

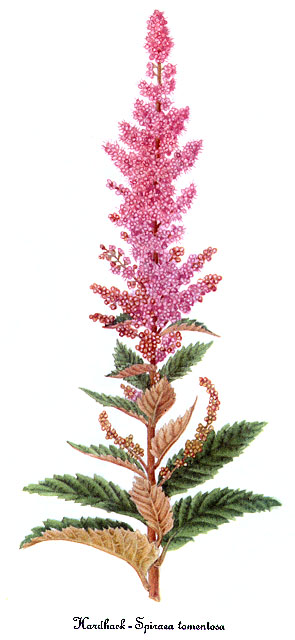
Ilustración

## Descripción
Spiraea tomentosa alcanza un tamaño de hasta  cuatro metros de altura, y prefiere los suelos húmedos y pleno sol. Florece en verano. Las flores individuales  están dispuestos en forma de pirámides estrechas. Las mariposas y otros insectos se alimentan del néctar que encuentran en las flores. Las flores son seguidas por los pequeños, frutos secos, color café. Tiene una densa pelusa blanco-lanosa que cubre su tallo y la parte inferior de sus hojas.

## Propiedades
Se caracteriza por sus propiedades astringentes, lo que causa que sea utilizado con fines medicinales.

## Taxonomía
Spiraea tomentosa fue descrita por Carlos Linneo y publicado en Species Plantarum 1: 489, en el año 1753.